# McArthurGlen
McArthurGlen est une enseigne anglo-saxonne regroupant plusieurs villages de marques situés en Europe et au Canada.

## Les centres en France
Le premier centre, situé à Pont-Sainte-Marie près de Troyes dans l'Aube a ouvert ses portes en 1995 et a été rénové en 2007. Il comprend plus de deux cent dix grandes marques françaises et internationales dans près de cent dix boutiques. Cela en fait le plus grand village de marques en France[source secondaire nécessaire]. La ville de Troyes a aussi la plus forte densité en Europe de magasins d'usine, (un type de commerce légalement défini, dont s'inspire d'ailleurs le concept des villages de marques, mais sans avoir toutes les caractéristiques).
Le deuxième centre, situé à Roubaix dans le Nord ouvre en avril 1999 et comporte soixante-dix boutiques avec cent trente grandes marques. Il est construit sur le site de l'ancien centre commercial Roubaix 2000, démoli en 1997.
En 2017, un troisième centre McArthurGlen Provence - Village des Marques ouvre dans la commune de Miramas dans les Bouches-du-Rhône. C'est le premier village de marques de ce type à ouvrir ses portes dans le sud de la France[source secondaire souhaitée]. Il comporte 80 boutiques à son inauguration le 13 avril 2017.
En 2023, un quatrième centre Paris-Giverny ouvre à Douains dans l'Eure, près de l'A13 et de Vernon sur la route de Normandie. Il est inauguré le 27 avril 2023. Le centre compte une centaine de boutiques et de restaurants sur un espace de 20 000 m2. Ce village de marques a pour objectif de recevoir environ 2 millions de clients par an.